# Rezerwat przyrody Kuźnik
Rezerwat przyrody „Kuźnik” – krajobrazowy rezerwat przyrody położony w północnej części Piły oraz w gminie Szydłowo w powiecie pilskim, w województwie wielkopolskim. Znajduje się na terenie nadleśnictwa Zdrojowa Góra. Kuźnik jest rezerwatem leśnym z różnymi typami lasów, także rezerwatem bagiennym. Stanowi obszar atrakcyjny turystycznie, udostępniony dla kwalifikowanej turystyki pieszej i rekreacyjnej.

## Nazwa
Nazwa rezerwatu pochodzi od działającej w pobliżu kuźnicy, która wydobywała rudę darniową o dużej zawartości żelaza.

## Położenie
Rezerwat znajduje się na północnych krańcach Piły, w dzielnicy Koszyce, w bezpośrednim sąsiedztwie drogi krajowej nr 11. Granice rezerwatu pokrywają się częściowo z granicą powiatu pilskiego i powiatu złotowskiego. Rezerwat znajduje się w długiej rynnie polodowcowej ciągnącej się na północ od jeziora Łachotka aż do północno-zachodnich granicach Piły. W skład rezerwatu wchodzą dwie niewielkie rynny: zachodnia z jeziorami Kuźnik Bagienny, Kuźnik Olsowy oraz wschodnia z Jeziorem Rudnickim. Wszystkie trzy jeziora są połączone ciekiem wodnym ze znajdującym się na południe od nich Zbiornikiem Koszyckim. Powierzchnia rezerwatu wynosi 96,00 ha.

## Historia
Pierwszy rezerwat przyrody powstał w roku 1926; jego pomysłodawcą był Richard Frase, komisarz do spraw ochrony pomników przyrody Marchii Granicznej. W skład rezerwatu wchodziły trzy niewielkie jeziora" Kuźnik Duży, Kuźnik Mały i Kuźniczek, a także niewielkie wzgórze Cygańska Góra. Na obszarze tym występowały rośliny ciepłolubne, a także różne formacje leśne: olsy, dąbrowy i lasy sosnowe. 
Reaktywacja rezerwatu nastąpiła 31 października 1959. Oprócz terenów chronionych wcześniej w skład rezerwatu weszły okolice Jeziora Rudnickiego. Ochronie poddano bardzo zróżnicowany siedliskowo las, a także walory krajobrazowe tego obszaru.

## Przyroda

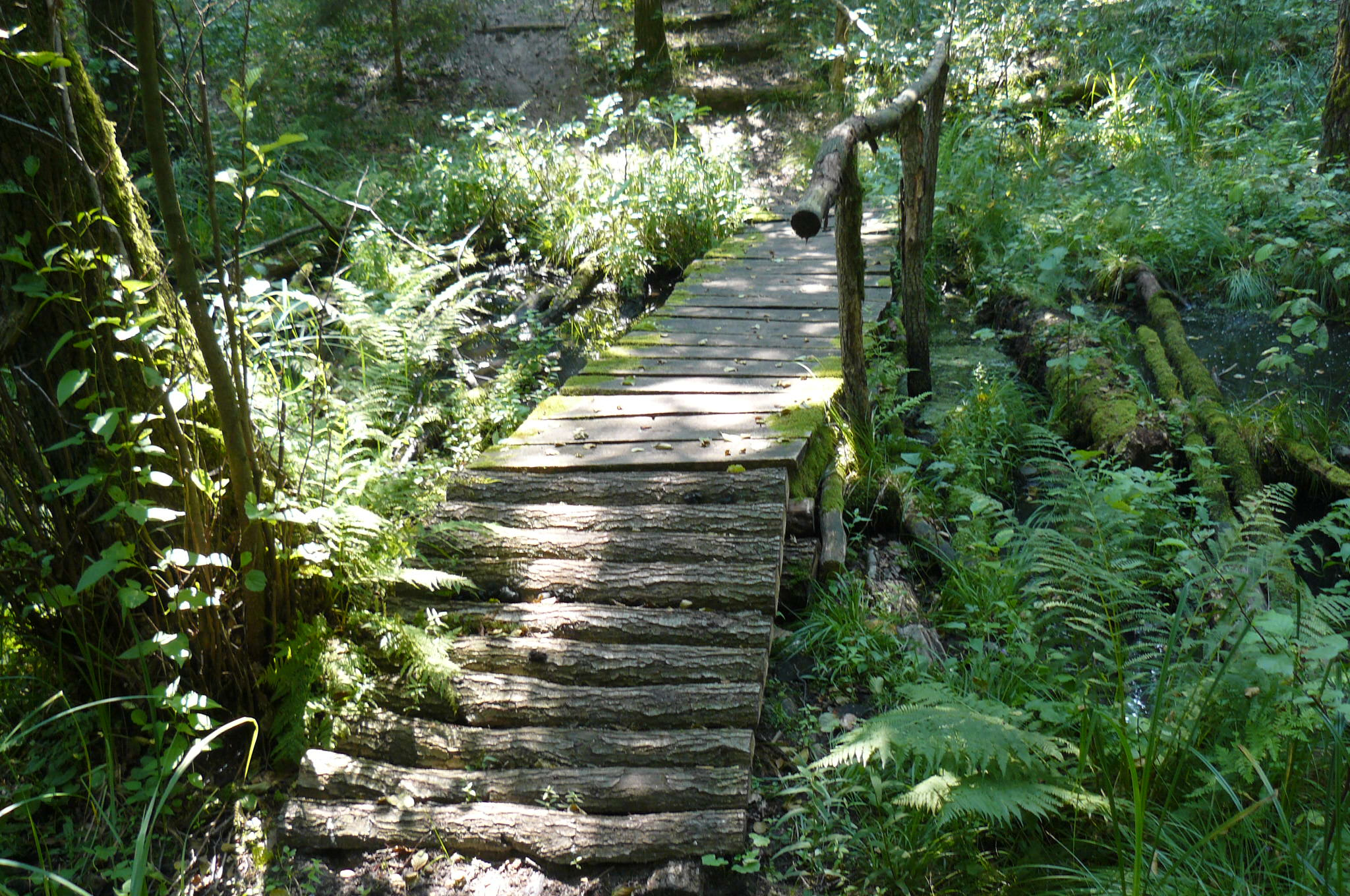
Przejście przez teren podmokły w rezerwacie

W rezerwacie dominuje bór sosnowy, nieco mniejszą powierzchnię stanowi bór mieszany, a także rzadko spotykany w Wielkopolsce bór bagienny. Występują również torfowiska. W rezerwacie zlokalizowano 349 gatunków roślin naczyniowych, w tym zagrożone wyginięciem w skali Wielkopolski:
- wełnianka pochwowata,
- bażyna czarna,
- widłak jałowcowaty,
- modrzewnica pospolita,
- żurawina błotna.

Ponadto występują rośliny objęte ochroną prawną, wśród nich:
- widłak jałowcowaty,
- bagno zwyczajne,
- bielistka siwa,
- rokietnik pospolity,
- widłoząb miotlasty,
- bobrek trójlistkowy,
- grzybienie białe.

Różnorodność form terenu oraz porastającej ten obszar flory wytworzyły sprzyjające warunki do rozwoju fauny, zwłaszcza ptaków. Na obszarze rezerwatu występują między innymi:
- zimorodek,
- remiz,
- drozd śpiewak,
- grzywacz,
- strzyżyk zwyczajny,
- rudzik.

Na obszarze rezerwatu występują również takie drapieżniki jak kuna leśna, wydra i lis. Bogata jest także awifauna rezerwatu. Znajduje się tu również jedno z najważniejszych w Wielkopolsce zimowisk nietoperzy.
W 2009 monografię rezerwatu wydał Klub Przyrodników ze Świebodzina.

## Turystyka

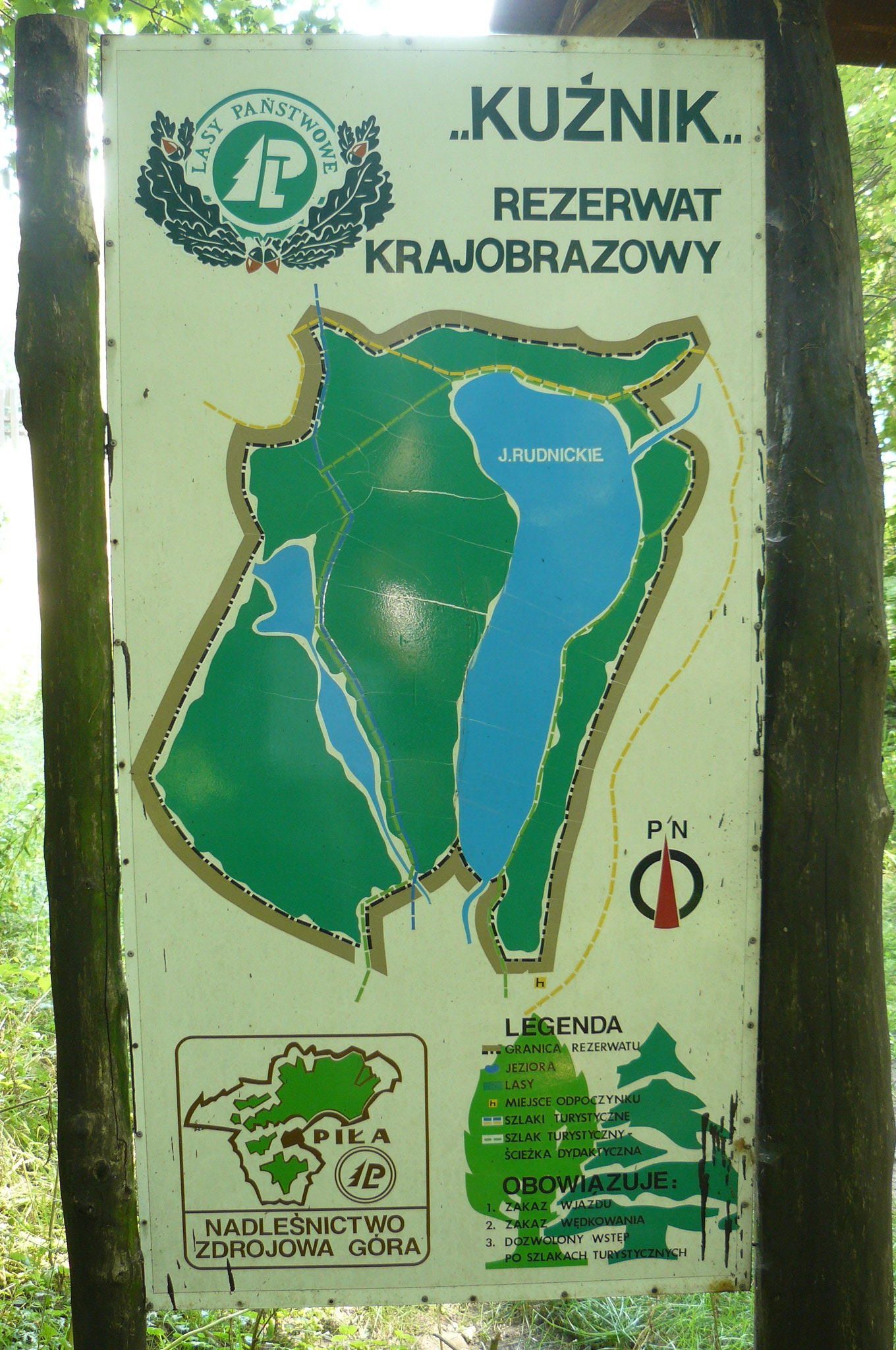
Tablica informacyjna rezerwatu

Kuźnik jest terenem turystycznym i rekreacyjnym, przeznaczonym do uprawiania turystyki pieszej. Szlaki turystyczne w rezerwacie są krótkie, ale wymagające; prowadzą przez długie i strome ciągi schodów na granicach rynien. Teren rezerwatu jest podmokły. Na terenie rezerwatu obowiązuje zakaz uprawiania turystyki rowerowej, ponadto teren nie jest odpowiedni dla tej formy turystyki.
- Piła Koszyce – Płytnica[5]
- Piła-Koszyce – Rezerwat "Nietoperze w Starym Browarze" wokół jeziora Rudnickiego[9]
- Jezioro Płotki k. Piły – Ujście[7]
- rezerwat „Kuźnik" – Skrzatusz[7]

## Podstawa prawna
- Zarządzenie Ministra Leśnictwa i Przemysłu Drzewnego z dnia 31 października 1959 r. w sprawie uznania za rezerwat przyrody (M. P. z 1959 r. Nr 95, Poz. 506)
- Obwieszczenie Wojewody Wielkopolskiego z dn. 4.10.2001 r. w sprawie ogłoszenia wykazu rezerwatów przyrody utworzonych do dn. 31.12.1998 r.
- Zarządzenie Nr 7/12 Regionalnego Dyrektora Ochrony Środowiska w Poznaniu z dnia 22 maja 2012 r. w sprawie rezerwatu przyrody „Kuźnik” (Dz. Urz. Województwa Wielkopolskiego z 2012 r., poz. 2960)